# Tricyphona xanthoptera
Tricyphona xanthoptera är en tvåvingeart som först beskrevs av Alexander 1966.  Tricyphona xanthoptera ingår i släktet Tricyphona och familjen hårögonharkrankar. Inga underarter finns listade i Catalogue of Life.